# Zagrebački pentagram
Zagrebački pentagram kultna je predstava Zagrebačkog kazališta mladih u režiji Paola Magellia nastala u zlatnom razdoblju tog kazališta. 

## Povijest
Predstava je osvojila 14 nagrada uključujući Nagradu hrvatskog glumišta za najbolju predstavu u cjelini. S ovom je predstavom Zagrebačko kazalište mladih gostovalo na mnogim međunarodnim festivalima uključujući New Plays from Europe (Wiesbaden, Njemačka) i International Festival de las Artes (San Jose, Kostarika). Uz predstave S druge strane i Ovo bi mogla biti moja ulica ubraja se u najuspješnije predstave ZKM-a s početka 21. stoljeća. 
Predstava Zagrebački pentagram povezuje pet tekstova hrvatskih autora. Dramski tekstovi pisani su po narudžbi za Zagrebačko kazalište mladih. Riječ je o tekstovima: Pljačka (Igor Rajki), ZOO (Ivan Vidić), Javier (Nina Mitrović), Skoro nikad ne zaključavamo (Damir Karakaš) i Zona snova (Filip Šovagović).
Predstava je praizvedena 28. ožujka 2009. godine. 

## Autorski tim
Redatelj: Paolo Magelli

Igraju: Sreten Mokrović, Branko Meničanin, Frano Mašković, Goran Bogdan, Milivoj Beader, Nina Violić, Doris Šarić-Kukuljica, Ksenija Marinković, Jadranka Đokić, Nataša Dorčić i Barbara Prpić.

Dramaturgija: Željka Udovičić

Scenografija: Lorenzo Banci

Kostimografija: Leo Kulaš

Glazba: Arturo Annecchino

Songove pjeva: Ivanka Mazurkijević

Oblikovanje svjetla: Paolo Magelli i Aleksandar Čavlek

## Nagrade
Dani satire, 2009.

- Zlatni smijeh, Velika nagrada Večernjeg lista za najbolju predstavu u cjelini

- Zlatni smijeh za najbolju režiju: Paolo Magelli

- Zlatni smijeh za najbolji tekst: Ivan Vidić za dramolet Zoo u okviru predstave Zagrebački pentagram

- Zlatni smijeh za najbolju žensku ulogu: Doris Šarić-Kukuljica

- Nagrada "Sabrija Biser" mladom glumcu za uspjelo interpretiranu ulogu karakterne komike: Frano Mašković

24. Gavelline večeri, 2009.

- Nagrada "Dr. Branko Gavella" za najbolju predstavu

Nagrada Hrvatskoga glumišta, 2009.

- Najbolja predstava u cjelini

- Najbolje redateljsko ostvarenje: Paolo Magelli

- Najbolja sporedna uloga: Ksenija Marinković

Marulićevi dani, 2010.

- Nagrada Marul za najbolju predstavu u cjelini

- Nagrada Marul za najbolju režiju: Paolo Magelli

- Nagrada Marul za najbolju dramaturšku obradu teksta: Željka Udovičić

17. Međunarodni festival malih scena, Rijeka

- Nagrada "Veljko Maričić" za najbolju epizodnu ulogu: Doris Šarić-Kukuljica

- Nagrada Mediteran žirija Novi list: Doris Šarić-Kukuljica